# Lijst van voetbalinterlands Noorwegen - Zuid-Korea
Deze lijst van voetbalinterlands is een overzicht van alle officiële voetbalwedstrijden tussen de nationale teams van Noorwegen en Zuid-Korea. De landen hebben tot op heden vier keer tegen elkaar gespeeld. De eerste ontmoeting vond plaats op 4 februari 1990 tijdens een vriendschappelijk toernooi in Ta' Qali (Malta). Het laatste duel, eveneens een vriendschappelijke wedstrijd, werd gespeeld in Oslo op 1 juni 2006. Voor Zuid-Korea was dit een oefenwedstrijd in de voorbereiding op het Wereldkampioenschap voetbal 2006.

## Wedstrijden
| № | Plaats    | Datum           | Competitie        | Wedstrijd              | Uitslag |
| - | --------- | --------------- | ----------------- | ---------------------- | ------- |
| 1 | Ta' Qali  | 4 februari 1990 | Vriendschappelijk | Zuid-Korea − Noorwegen | 2 − 3   |
| 2 | Melbourne | 18 januari 1997 | Vriendschappelijk | Zuid-Korea − Noorwegen | 1 − 0   |
| 3 | Hongkong  | 24 januari 2001 | Vriendschappelijk | Noorwegen − Zuid-Korea | 3 − 2   |
| 4 | Oslo      | 1 juni 2006     | Vriendschappelijk | Noorwegen − Zuid-Korea | 0 − 0   |

## Samenvatting
| Competitie        | Totaal gespeeld | Winst Noorwegen | Gelijk | Winst Zuid-Korea | Doelsaldo Noorwegen – Zuid-Korea |
| ----------------- | --------------- | --------------- | ------ | ---------------- | -------------------------------- |
| Vriendschappelijk | 4               | 2               | 1      | 1                | 6 – 5                            |
| Totaal            | 4               | 2               | 1      | 1                | 6 – 5                            |

## Details

### Eerste ontmoeting
| Vriendschappelijk (Ta' Qali, Malta, 4 februari 1990): |              | |
| Zuid-Korea | 2 – 3        | Noorwegen |
| Hwang Seon-Hong 36' Lee Sang-Yoon 58' | goals        | 53' Ørjan Berg 87' Bent Skammelsrud 89' Rune Tangen |
| Lee Hoi-Taek | bondscoach   | Ingvar Stadheim |
| Kim Poong-Joo Choi Gang-Hee 71' Hong Myung-bo Chung Yong-Hwan Goo Sang-Beom Lee Sang-Yoon Yoon Deok-Yeo Kim Joo-Sung Noh Soo-Jin Choi Soon-Ho Hwang Seon-Hong 67' | opstellingen | Ola By Rise Hugo Hansen Jan Halvar Halvorsen Rune Tangen Gunnar Halle Karl Petter Løken Lars Bohinen Ørjan Berg 70' Jahn Ivar Jakobsen Jørn Andersen Jan Åge Fjørtoft |
| Byun Byung-Joo 67' Lee Young-Il 71' | wissels      | 70' Bent Skammelsrud |
| Hong Myung-bo ??' | gele kaarten | |

### Tweede ontmoeting
| Vriendschappelijk (Melbourne, Australië, 18 januari 1997): |              | |
| Zuid-Korea | 1 – 0        | Noorwegen |
| Kim Do-Hoon 57' | goals        | |
| Cha Bum-Keoun | bondscoach   | Egil Olsen |
| Kim Byung-Ji Hong Myung-bo Choi Young-Il Lee Im-Saeng Kim Tae-Young Lee Ki-Hyung Ko Jong-soo 85' Yoo Sang-Cheol Ha Seok-Joo 63' Choi Moon-Shik 85' Kim Do-Hoon | opstellingen | Jørn Jamtfall 79' Jonny Hanssen Tore Pedersen Dan Eggen Thomas Pereira 63' Erik Mykland Bent Skammelsrud Håvard Flo Ståle Solbakken 63' Stig Johansen Tore André Flo |
| Cho Hyun-Doo 63' Yoon Jung-Hwan 85' Kim Sang-Hoon 85' | wissels      | 63' Trond Egil Soltvedt 63' Roger Helland 79' André Bergdølmo |
| Choi Young-Il 37' Choi Moon-Shik 42' Yoon Jung-Hwan 45' | gele kaarten | 37' Jonny Hanssen |

### Derde ontmoeting
| Vriendschappelijk (Hongkong, 24 januari 2001): |              | |
| Noorwegen | 3 – 2        | Zuid-Korea |
| Frode Johnsen 36' Thorstein Helstad 43' Frode Johnsen 69' | goals        | 25' (pen.) Ko Jong-soo 68' Kim Do-Hoon |
| Nils Johan Semb | bondscoach   | Guus Hiddink |
| Morten Bakke Pa-Modou Kah Ståle Stensaas Tommy Svindal Larsen Dagfinn Enerly 62' Frode Johnsen Thorstein Helstad Bjarte Lunde Aarsheim Alexander Aas Fredrik Winsnes Azar Karadas 87' | opstellingen | Lee Woon-jae 46' Seo Dong-Won Hong Myung-bo Yoo Sang-Cheol Kim Tae-Young Choi Yong-soo 66' Seo Jung-Won 87' Sim Jae-Won Lee Min-Sung 78' Park Sung-Bae Ko Jong-soo |
| Tommy Øren 62' Jonny Hanssen 87' | wissels      | 46' Lee Young-pyo 66' Kim Do-Hoon 78' Park Ji-sung 87' Kim Sang-Shik                                                                                               |
| Bjarte Lunde Aarsheim 74' | gele kaarten | 32' Sim Jae-Won |
| - Debuut van Alexander Aas, Pa-Modou Kah, Azar Karadas, Ståle Stensaas, Tommy Øren, Fredrik Winsnes en Bjarte Lunde Aarsheim voor Noorwegen.                                          |              | |

### Vierde ontmoeting
| Vriendschappelijk (Oslo, Noorwegen, 1 juni 2006): |              | |
| Noorwegen | 0 – 0        | Zuid-Korea |
| | goals        | |
| Åge Hareide | bondscoach   | Dick Advocaat |
| Thomas Myhre Jon Inge Høiland Anders Rambekk Brede Hangeland John Arne Riise Martin Andresen Tommy Svindal Larsen Fredrik Strømstad 60' Frode Johnsen Morten Gamst Pedersen John Carew 71' | opstellingen | 37' Lee Woon-jae 46' Song Chong-gug 79' Choi Jin-Cheul Kim Jin-kyu Lee Young-pyo Kim Sang-Sik Baek Ji-Hoon Kim Do-Hoon Chung Kyung-Ho Seol Ki-hyeon 46' Ahn Jung-hwan |
| Christian Grindheim 60' Ole Martin Årst 71' | wissels      | 37' Kim Young-Kwang 46' Kim Dong-Jin 46' Cho Jae-jin 79' Kim Young-Chul                                                                                               |
| - Debuut van Anders Rambekk (Lillestrøm SK) voor Noorwegen. |              | |

NFF · A-internationals · Selecties · Bondscoaches · Noors vrouwenelftal · Olympisch elftal · Noorwegen U21 · Noorwegen U20 · Noorwegen U19 · Noorwegen U18 · Noorwegen U17 · Noorwegen U16 · Vrouwen U17
1908 – 1919 ·
1920 – 1929 ·
1930 – 1939 ·
1940 – 1949 ·
1950 – 1959 ·
1960 – 1969 ·
1970 – 1979 ·
1980 – 1989 ·
1990 – 1999 ·
2000 – 2009 ·
2010 – 2019 ·
2020 − 2029
EK 2000
WK 1938 ·
WK 1994 ·
WK 1998
OS 1912 · 
OS 1920 · 
OS 1936 · 
OS 1952 · 
OS 1984
1908 ·
1909 ·
1910 ·
1911 ·
1912 · 
1913 · 
1914 · 
1915 · 
1916 · 
1917 · 
1918 · 
1919 · 
1920 · 
1921 · 
1922 · 
1923 · 
1924 · 
1925 · 
1926 · 
1927 · 
1928 · 
1929 · 
1930 · 
1931 · 
1932 · 
1933 · 
1934 · 
1935 · 
1936 · 
1937 · 
1938 · 
1939 · 
1940 – 1944 · 
1945 · 
1946 · 
1947 · 
1948 · 
1949 · 
1950 · 
1952 · 
1952 · 
1953 · 
1954 · 
1955 · 
1956 · 
1957 · 
1958 · 
1959 · 
1960 · 
1961 · 
1962 · 
1963 · 
1964 · 
1965 · 
1966 · 
1967 · 
1968 · 
1969 · 
1970 · 
1971 · 
1972 · 
1973 · 
1974 · 
1975 · 
1976 · 
1977 · 
1978 · 
1979 · 
1980 · 
1981 · 
1982 · 
1983 · 
1984 · 
1985 · 
1986 · 
1987 · 
1988 · 
1989 · 
1990 ·
1991 · 
1992 · 
1993 · 
1994 · 
1995 · 
1996 · 
1997 · 
1998 · 
1999 · 
2000 · 
2001 · 
2002 · 
2003 · 
2004 · 
2005 · 
2006 · 
2007 · 
2008 · 
2009 · 
2010 · 
2011 · 
2012 · 
2013 · 
2014 · 
2015 · 
2016 · 
2017 · 
2018 ·
2019 ·
2020 ·
2021 ·
2022 ·
2023 ·
2024
Albanië ·
Argentinië ·
Armenië ·
Australië ·
Azerbeidzjan ·
Bahrein ·
België ·
Bermuda ·
Bosnië en Herzegovina ·
Brazilië ·
Bulgarije ·
China ·
Colombia ·
Costa Rica ·
Cyprus ·
Denemarken ·
DDR ·
Duitsland ·
Egypte ·
Engeland ·
Estland ·
Faeröer ·
Finland ·
Frankrijk ·
Georgië ·
Ghana ·
Gibraltar ·
Grenada ·
Griekenland ·
Guatemala ·
Honduras ·
Hongarije ·
Hongkong ·
Ierland ·
IJsland ·
Israël ·
Italië ·
Jamaica ·
Japan ·
Joegoslavië ·
Jordanië ·
Kameroen ·
Kazachstan ·
Koeweit ·
Kosovo ·
Kroatië ·
Letland ·
Litouwen ·
Luxemburg ·
Malta ·
Marokko ·
Mexico ·
Moldavië ·
Montenegro ·
Nederland ·
Nieuw-Zeeland ·
Nigeria ·
Noord-Ierland ·
Noord-Korea ·
Noord-Macedonië ·
Oekraïne ·
Oman ·
Oostenrijk ·
Panama ·
Paraguay ·
Polen ·
Portugal ·
Qatar ·
Roemenië ·
Rusland ·
Saarland ·
San Marino ·
Saoedi-Arabië ·
Schotland ·
Senegal ·
Servië ·
Servië en Montenegro ·
Singapore ·
Slovenië ·
Slowakije ·
Sovjet-Unie ·
Spanje ·
Thailand ·
Trinidad en Tobago ·
Tsjechië ·
Tsjecho-Slowakije ·
Tunesië ·
Turkije ·
Uruguay ·
Verenigde Arabische Emiraten ·
Verenigde Staten ·
Verenigd Koninkrijk ·
Wales ·
Wit-Rusland ·
Zuid-Afrika ·
Zuid-Korea ·
Zweden ·
Zwitserland
KFA · A-internationals · Selecties · Bondscoaches · Zuid-Koreaans vrouwenelftal · Olympisch elftal · Zuid-Korea U21 · Zuid-Korea U20 · Zuid-Korea U19 · Zuid-Korea U18 · Zuid-Korea U17
1940 – 1949 ·
1950 – 1959 ·
1960 – 1969 ·
1970 – 1979 ·
1980 – 1989 ·
1990 – 1999 ·
2000 – 2009 ·
2010 – 2019 ·
2020 − 2029
WK 1954 · 
WK 1986 · 
WK 1990 · 
WK 1994 · 
WK 1998 · 
WK 2002 · 
WK 2006 · 
WK 2010 · 
WK 2014 · 
WK 2018
OS 1948 ·
OS 1964 ·
OS 1988 ·
OS 1992 ·
OS 1996 ·
OS 2000 ·
OS 2004 ·
OS 2008 ·
OS 2012 ·
OS 2016 ·
OS 2020
1948 ·
1949 ·
1950 · 
1951 · 1952 · 
1953 · 
1954 · 
1955 · 
1956 · 
1957 · 
1958 · 
1959 ·
1960 · 
1961 · 
1962 · 
1963 · 
1964 · 
1965 · 
1966 · 
1967 · 
1968 · 
1969 ·
1970 · 
1971 · 
1972 · 
1973 · 
1974 · 
1975 · 
1976 · 
1977 · 
1978 · 
1979 ·
1980 · 
1981 · 
1982 · 
1983 · 
1984 · 
1985 · 
1986 · 
1987 · 
1988 · 
1989 ·
1990 ·
1991 · 
1992 · 
1993 · 
1994 · 
1995 · 
1996 · 
1997 · 
1998 · 
1999 · 
2000 · 
2001 · 
2002 · 
2003 · 
2004 · 
2005 · 
2006 · 
2007 · 
2008 · 
2009 · 
2010 · 
2011 ·
2012 ·
2013 ·
2014 ·
2015 ·
2016 ·
2017 ·
2018 ·
2019 ·
2020 ·
2021 ·
2022 ·
2023 ·
2024
Afghanistan ·
Algerije ·
Angola ·
Argentinië ·
Australië ·
Bahrein ·
Bangladesh ·
België ·
Bolivia ·
Bosnië en Herzegovina ·
Brazilië ·
Brunei ·
Bulgarije ·
Burkina Faso ·
Cambodja ·
Canada ·
Chili ·
China ·
Colombia ·
Costa Rica ·
Cuba ·
Denemarken ·
Duitsland ·
Ecuador ·
Egypte ·
El Salvador ·
Engeland ·
Filipijnen ·
Finland ·
Frankrijk ·
Georgië ·
Ghana ·
Griekenland ·
Guam ·
Guatemala ·
Haïti ·
Honduras ·
Hongarije ·
Hongkong ·
IJsland ·
India ·
Indonesië ·
Irak ·
Iran ·
Israël ·
Italië ·
Ivoorkust ·
Jamaica ·
Japan ·
Jemen ·
Joegoslavië ·
Jordanië ·
Kameroen ·
Kazachstan ·
Kenia ·
Kirgizië ·
Koeweit ·
Kroatië ·
Laos ·
Letland ·
Libanon ·
Libië ·
Luxemburg ·
Macau ·
Malediven ·
Maleisië ·
Mali ·
Malta ·
Marokko ·
Mexico ·
Moldavië ·
Mongolië ·
Myanmar ·
Nederland ·
Nepal ·
Nieuw-Zeeland ·
Nigeria ·
Noord-Ierland ·
Noord-Korea ·
Noord-Macedonië ·
Noorwegen ·
Oekraïne ·
Oezbekistan ·
Oman ·
Pakistan ·
Palestina ·
Panama ·
Paraguay ·
Peru ·
Polen ·
Portugal ·
Qatar ·
Roemenië ·
Rusland ·
Saoedi-Arabië ·
Schotland ·
Senegal ·
Servië ·
Servië en Montenegro ·
Singapore ·
Slowakije ·
Soedan ·
Spanje ·
Sri Lanka ·
Syrië ·
Tadzjikistan ·
Taiwan ·
Thailand ·
Togo ·
Trinidad en Tobago ·
Tsjechië ·
Tunesië ·
Turkije ·
Turkmenistan ·
Uruguay ·
Venezuela ·
Verenigde Arabische Emiraten ·
Verenigde Staten ·
Vietnam ·
Wales ·
Wit-Rusland ·
Zambia ·
Zuid-Jemen ·
Zuid-Vietnam ·
Zweden ·
Zwitserland
Algerije (2014) · 
Australië (2015, 2) ·
België (2014) · 
Duitsland (2018) · 
Frankrijk (2006) · 
Griekenland (2010) ·
Mexico (2018) ·
Nigeria (2010) · 
Portugal (2022) · 
Rusland (2014) · 
Togo (2006) · 
Zweden (2018) ·
Zwitserland (2006)